# Barylypa nigricans
Barylypa nigricans är en stekelart som först beskrevs av Cresson 1865.  Barylypa nigricans ingår i släktet Barylypa och familjen brokparasitsteklar. Inga underarter finns listade.